# Carlo Antonio Gozani
Carlo Antonio Gozani (Casale, 1641 – 11 dicembre 1721) è stato un vescovo cattolico italiano, vescovo della diocesi di Acqui dal 1675 alla morte.

## Biografia
Carlo Antonio Gozani, quinto di dieci figli, nacque a Casale nel 1641 da Ippolita e Giacomo Gozani, marchese di San Giorgio in Monferrato, Olmo, Perletto e Treville. La famiglia, originaria di Luzzogno, si era affacciata alla nobiltà soltanto a partire dal 1500 quando per la loro lucrosa attività di commercianti di ferro avevano ottenuto tali ricchezze da riuscire nel corso degli anni a ottenere dal duca di Mantova il possesso di alcuni fondi e titoli nobiliari connessi.
Fin dalla giovane età dimostrò una viva intelligenza e venne fatto studiare a Pavia, Milano e a Roma dove si laureò in diritto e teologia. 
Nel 1664 venne ordinato sacerdote, l'anno dopo divenne arcidiacono della cattedrale di Casale e dieci anni dopo, il 20 luglio 1675, fu eletto vescovo di Acqui da papa Clemente X per poi venire consacrato l'11 dicembre dello stesso anno a Casale dal cardinale Carlo Pio di Savoia iuniore.
L'inizio dell'episcopato godette della situazione politica abbastanza stabile della zona anche se la battaglia del vescovo contro il degrado dei costumi del popolo e del clero portò varie frizioni tra Gozani, le potenti famiglie acquesi e anche parte del capitolo della cattedrale in quanto il casalese veniva considerato "vescovo-marchese forestiero troppo austero".
Nel 1680 riportò in città i barnabiti allontanati dal suo predecessore Giovanni Ambrogio Bicuti per via della soppressione dei conventini.
Nel febbraio del 1690 una sua circolare in cui accusava la città di essere "senza leggi, e quel che è peggio, senza fede, a segno che fino i ragazzi danno la loro vita al diavolo [...] [con il clero] che gira armato, in abiti secolareschi, con folte chiome e senza tonsura" rinfocolò le tensioni tra il vescovo e i potenti della città al punto che nel maggio del 1693 per Acqui venne appeso un manifesto che raffigurava una testa d'asino mitrata con su scritto "Principio e fine del vescovo Gozani, inicuo protettore dei sicari". Le tensioni non si conclusero qui ma si aggiunsero anche le denunce ricevute tra la fine del secolo e l'inizio del successivo da parte del parroco di Mombaruzzo e quello di San Marzano che, per quanto si risolsero in calunnie, provocarono grandi dispiaceri al vescovo.
In ottimi rapporti con l'imperatore Leopoldo I, nel 1699 fu dotato dalla patente di "principe dell'Impero".
Nel 1708, col passaggio del ducato del Monferrato a casa Savoia, le cose per Gozani peggiorarono ulteriormente con le famiglie nobili acquesi che riprendevano vigore nell'operare angherie nei sui confronti non essendo più il vescovo protetto politicamente dal duca di Mantova, cosa che lo porterà a presentare svariate richieste di dimissioni sempre respinte da Roma.
Negli ultimi anni di vita si ritirò in parte dalla vita pubblica e morì l'11 dicembre 1721 nell'anniversario della sua consacrazione episcopale. Il suo episcopato durò 46 anni ed è ancora oggi il più lungo della diocesi di Acqui.

## L'impegno architettonico
Durante il suo episcopato si dimostrò molto attento all'architettura sacra di Acqui: a sue spese ristrutturò parte della cattedrale di Santa Maria Assunta, aggiungendo le due porte laterali e la nuova centrale su cui inserì a pastiglia il proprio stemma di famiglia, ed eresse una chiesa nella frazione Madonnalta e, nel 1718, la chiesa in onore della Madonna Addolorata a partire dalla cadente basilica di San Pietro.
Inoltre, al di fuori dell'architettura sacra, contribuì alla costruzione dell'area residenziale intorno al castello di famiglia a Olmo.

## Genealogia episcopale
La genealogia episcopale è:
- Cardinale Guillaume d'Estouteville, O.S.B.Clun.
- Papa Sisto IV
- Papa Giulio II
- Cardinale Raffaele Riario
- Papa Leone X
- Papa Paolo III
- Cardinale Francesco Pisani
- Cardinale Alfonso Gesualdo
- Papa Clemente VIII
- Cardinale Pietro Aldobrandini
- Cardinale Laudivio Zacchia
- Cardinale Antonio Barberini, O.F.M.Cap.
- Cardinale Marcantonio Franciotti
- Cardinale Giambattista Spada
- Cardinale Carlo Pio di Savoia iuniore
- Vescovo Carlo Antonio Gozani